# Шабалин, Эдуард Николаевич
Эдуард Николаевич Шабалин (1 января 1932, Омск — 2013, Киров) — советский организатор и руководитель производства. Генеральный директор  Кировского электромашиностроительного производственного объединения имени Лепсе в 1984—1992 годах. Заслуженный работник промышленности СССР (1991). 

## Биография
Родился 1 января 1932 года в городе Омск Западно-Сибирского края (ныне — Омской области).
В 1944 году поступил в Горьковское суворовское училище в городе Горький (ныне — Нижний Новгород) по окончании которого поступил в Рязанское пехотное училище имени Ворошилова в городе Рязань.
Окончив военное училище, служил командиром стрелкового взвода в воинских частях в составе Группы советских войск в Германии и Забайкальского военного округа.
После увольнения из Вооружённых Сил в 1958 году приехал в город Киров, где был принят на завод № 266 имени Лепсе.
Трудовую деятельность на заводе начал кокильщиком в литейном цеху, затем был переведен на сборку спецтехники. Решив получить высшее образование, поступил в Ленинградский военно-механический институт, но в дальнейшем продолжил учёбу в Кировском политехническом институте.
По окончании института вернулся на завод имени Лепсе, получив назначение инженером-конструктором в отдел главного конструктора. Затем занимал должности заместителя секретаря парткома завода и начальника цеха. В 1974—1984 годах — секретарь партийного комитета Кировского электромашиностроительного завода (с 1976 года — Кировского электромашиностроительного производственного объединения, КЭМПО) имени Лепсе Министерства авиационной промышленности СССР.
В 1984—1992 годах — генеральный директор Кировского электромашиностроительного производственного объединения имени Лепсе Министерства авиационной промышленности СССР (до 1 декабря 1991 года).
Под его руководством КЭМПО имени Лепсе становится крупнейшим, уникальным предприятием страны по производству электромеханизмов, электрогенераторов, систем запуска авиадвигателей, автоматического регулирования и управления, электродвигателей постоянного и переменного тока, регуляторов напряжения, электромашинных и статических преобразователей тока и напряжения, пультов контроля, различной коммутационной аппаратуры для летательных аппаратов, предприятием с высокой технологией, сильными кадрами и мощной инфраструктурой.
Руководя объединением, поставил задачи развернуть активную подготовку производства конкурентоспособных товаров народного потребления (ТНП), гражданской продукции и при этом увеличить объёмы поставок авиационного оборудования. На протяжении всей послевоенной истории выпуск ТНП был неотъемлемой частью деятельности предприятия. И опыт производства такой продукции очень выручил в критические времена. В конце 1980-х годов наращивался выпуск электромясорубок и насосов «Водолей». Шла также работа по дальнейшему улучшению параметров магнитофона «Олимп». В это время также начали развивать станкостроение.
Для повышения экономической эффективности производства вводились новые формы организации труда и управления. Внедряются подрядные методы работы. Продолжалось жилищное строительство, был сдан в эксплуатацию профилакторий в Митино, строились объекты на селе. Генеральный директор КЭМПО имени Лепсе принимал активное участие в строительстве учебных мастерских, учебного корпуса № 2 и тира Кировского авиационного техникума.
С 1992 года — на пенсии.
Жил в Кирове. Ушёл из жизни в 2013 году.
Заслуженный работник промышленности СССР (04.12.1991) — за большой личный вклад в создание и организацию производства новой авиационной техники.

## Награды
- орден Трудового Красного Знамени;
- орден Дружбы народов (10.03.1981);
- медали СССР.